# Lukla
Lukla er en landsby i Khumbu regionen i den østlige del af Nepal, hvor de fleste Himalaya-ekspeditioner har deres udgangspunkt mod Mount Everest. 
Lukla ligger 2.860 meter over havet, og har en lille flyveplads, hvor de fleste turister og professionelle bjergklatrere starter fra. Luka betyder  «stedet med mange geder og får», men der ses ikke så mange, som går omkring.
Så godt som alle (90-95%) af de udenlandske turister kommer til Lukla med fly efter en ½ times flyvetur fra Katmandu. De øvrige vil almindeligvis komme fra Jiri, efter en syv til otte dages vandretur. Det er også muligt at deltage i organiserede ture med lokale guider og kokke, fra Jiri til Lukla, Da Tenzing Norgay og Sir Edmund Hillary gennemførte deres første berømte bestigning af Mt. Everest i 1953, startede ekspeditionen fra Jiri.
Der er mange gode forretninger og overnatningssteder for turister, hvor man kan få europisk mad, og få gjort sine sidste indkøb før bjergturen. Hvis man ikke finder det man mangler, er der fortsat indkøbsmuligheder i Namche Bazaar; Der er der gode specialforretninger, som fører udstyr for klatrere.
Det er fornuftigt at overnatte nogle dage for at akklimatisere sig og vænne sig til højden. Hvis man ikke deltager i en organiseret rejse, anbefales det at dobbeltjekke reservationen for returrejsen fra Lukla. Ledige pladser på flyet til Katmandu er vanskelige at få i højsæsonen.

## Flyvepladsen
Luklas flyveplads Tenzing-Hillary Airport har hyppige forbindelser til Katmandu, og betjenes af Nepal Airlines og nogle andre selskaber, men flyvningerne er meget afhængige af vejret.

## Billeder fra Lukla
- Indflyvning til Lukla
- Lukla set fra flyvepladsen
- Lukla, "Hovedgaden"
- Lukla og flyvepladsen
- Lukla, bebyggelse
- Kort over Lukla
- Oppstillingsplatformen på flyvepladsen